# Балхи (свод)
Балхи́ (перс. بلخى‎) — характерный среднеазиатско-иранско-хорасанский тип свода, именуемый по названию города Балх, возводился над более широкими и даже квадратными помещениями.
Принцип конструкции балхи сводится к тому, что все четыре угла помещения перекрываются рядами кирпичных арок, пролёт которых по мере удаления от угла увеличивается. На осях помещения основания арок смыкаются, и следующие арки опираются уже не на стены, а на соседние предыдущие арки.
Свод балхи легко сочетается с купольным перекрытием. Несовершенство балхи — не столь конструктивное, сколько художественное — в его несколько аморфной, неэффективной снаружи форме. Балхи редко употреблялся для перекрытия крупных парадных помещений, чаще им перекрывались более скромные комнаты жилого и хозяйственного назначения.
Свод балхи пред-исламского времени обнаружен — пока — только однажды, в бактрийском замке Джабар-тепе, датируемом VI—VII веками. С. Г. Хмельницкий полагал, что эта конструкция применялось и в более раннюю кушанскую эпоху, и в постройках исламского средневековья. В период раннего средневековья она была уже хорошо известна и, вероятно, распространена.